# Марсель, Франсуа-Робер
Франсуа́-Робе́р Марсе́ль (фр. François-Robert Marcel; ? — 1759) — французский балетный танцор и педагог конца XVIII века.

## Биография
Дебютировал в Парижской Королевской академии музыки в 1703 году в лирической трагедии «Кадмус и Гермиона» (Cadmus et Hermione) композитора Люлли по либретто Ф.Кино.
На этой сцене он танцевал во многих операх-балетах, только за период 1715—1720 он создал не менее 20 образов в разных танцевальных представлениях. Работал в постановках Л.Пекура. Среди партнёров по сцене М.Блонди, М.-Т. де Сюблини.
В 1719 году он был принят в Академию танца, где оставался до конца своей жизни.
Он ушёл со сцены в 1724 году, перейдя на педагогическую работу преподавать вошедший в моду при королевском дворе Людовика XIV танец менуэт, что стало одной из основных его педагогических специальностей.
Среди самых знаменитых учеников Ж.-Ж.Новерр, который посвятил ему одну из глав своей знаменитой книги «Сочинения о танце» (Lettres sur la danse).